# Nana Kitade
 (juin 2022).
Nana Kitade (北出菜奈, Kitade Nana), née le 2 mai 1987 à Sapporo est une chanteuse de J-pop. Elle a commencé à apprendre le piano à 3 ans, écrit ses propres paroles à 12 ans, et commencé la guitare à 14. Elle est ensuite allée à Tōkyō poursuivre ses rêves de chanteuse.
Après une audition passée en 2002 par Sony Music, elle signe un accord avec SME Records Inc., puis enregistre son premier single Kesenai Tsumi (Unerasable Sin), utilisé pour l'ending theme du Manga-Animé Fullmetal Alchemist. En 2005, son premier album 18-eighteen sort.

## Biographie

### 2003
- 29 octobre - Début avec le single Kesenai Tsumi, qui a été utilisé pour le premier ending de l'anime Fullmetal Alchemist.
- 1er novembre - Apparition sur la chaîne japonaise NHK, au programme télévisé pop-jam.

### 2004
- 25 juillet - Première tournée nationale (7 villes, 8 concerts).

### 2005

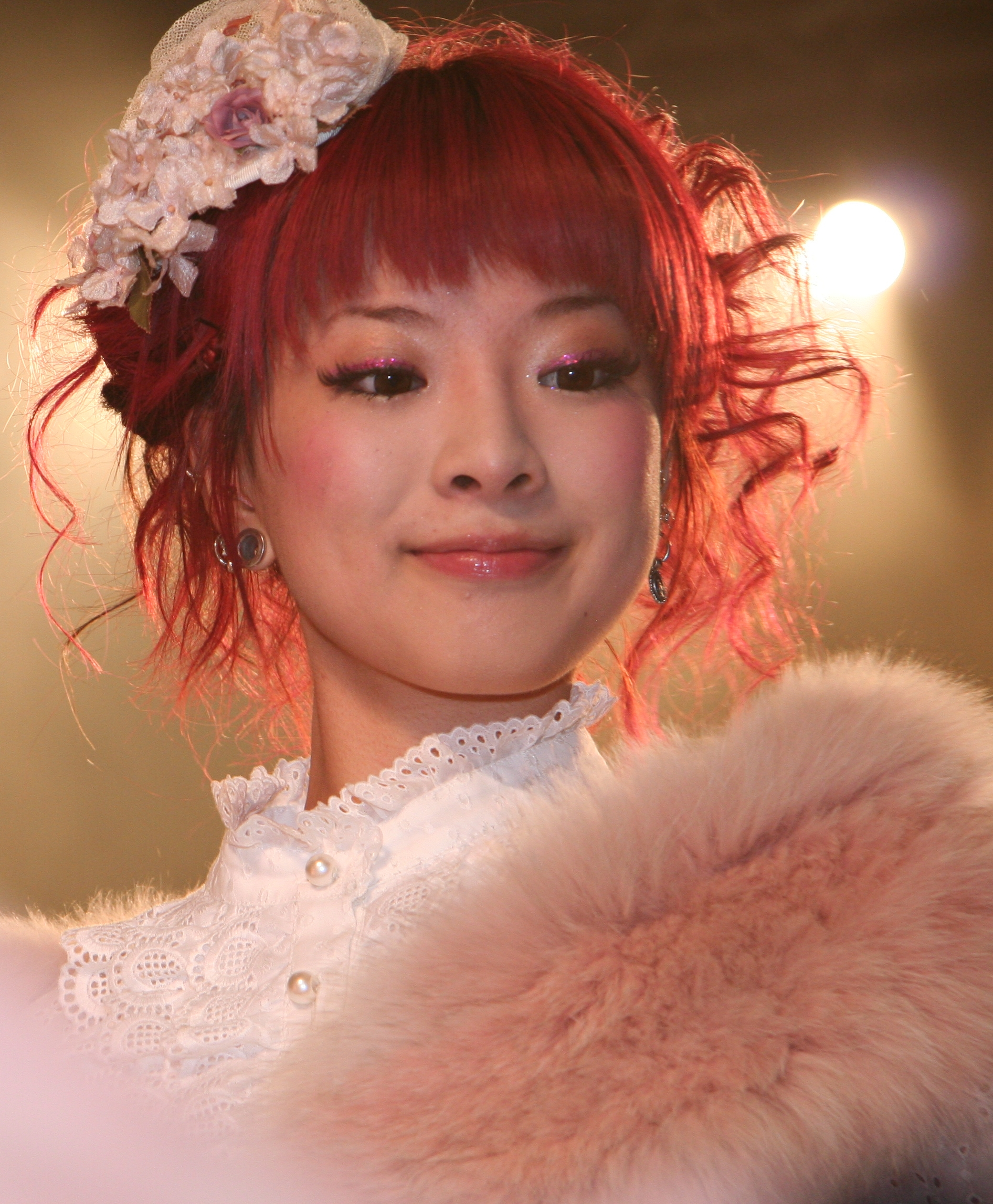
Nana Kitade à Japan Expo 2007

- 1er juin - Sortie de son 5e single Kiss Or Kiss, qui fut pris pour le thème du drama anego, classé 11e aux meilleures sorties de la semaine.
- 20 juillet - Sortie de son 6e single Kanashimi no Kizu. qui fut pris pour le thème du jeu Fullmetal Alchemist 3 -Kami wo Tsugu Shoujo- (PS2), classé 29e aux meilleures sorties de la semaine.
- 1er août - Elle participe au Hong Kong Comic Festival 2005. Elle est la première Japonaise à participer à ce festival
- 24 août - Sortie de son 1er Album 18-eighteen-, classé 16e aux meilleures sorties de la semaine. La chanson 6, Alice est utilisé pour la BO du film Shinku.
- 7 septembre - 1er concert en solo, intitulé Nana Kitade Live Showcase '18-eighteen-'.
- 7 décembre - Sortie du DVD "Nana Kitade - 18 movies-". comprenant tous les clips sortis, le concert en solo, et une version de Kesenai Tsumi.

### 2006
- 2 août - Concert à San Francisco. Première interview à la radio américaine avec eigoMANGA.
- 4 août - Concert à Baltimore.
- 6 décembre - Sortie de son second album I scream au Japon.

### 2007
- 7 juillet - Première venue en France pour un mini concert ainsi que pour le défilé Harajuku Laforêt lors de la 8e édition de Japan Expo.
- 5 septembre - Sortie du single Antoinette Blue
- 14 novembre - Sortie de l'album Berry Berry SINGLES

### 2008
- 5 mars - Sortie du single SUICIDES LOVE STORY
- 26 mars - Sortie du single Siren
- 23 juillet - Sortie du single PUNK&BABYs

### 2009
- 4 février - Sortie du single Tsukihana.
- 11 mars - Sortie de l'album Bondage.

### 2011
Nana Kitade s'est associée au guitariste Taizo pour créer le groupe Loveless. Le duo était en tournée en avril et mai.
Elle a également participé au TGS Ohanami, le 10 avril 2011.
Participation aussi à la Manga Afternoon, le 24 avril 2011 au  Maroc.

## Discographie

### Singles
- Kesenai Tsumi (消せない罪) 29 octobre, 2003

1. Kesenai Tsumi (消せない罪 - Unerasable Sin)
2. Shunkan (瞬間 - Moment)
3. Iryuuhin (遺留品 - Things Left Behind)
4. Kesenai Tsumi (instrumental) (消せない罪) (instrumental))

- Kesenai Tsumi ~raw “breath” track~ (消せない罪 ～raw “breath” track～) 3 décembre, 2003

1. Kesenai Tsumi ~raw “breath” track~(消せない罪　～raw“breath”track～)
2. Shunkan ~raw “pain” track~ (瞬間 ～raw “pain” track～)
3. Kesenai Tsumi ~raw “breath” track~ (消せない罪 　～raw “breath” track～　(instrumental)

- Utareru Ame(撃たれる雨) 4 février, 2004

1. Utareru Ame (撃たれる雨 - Defeating Rain)
2. Akai Hana (赤い花 - Red Flower)
3. Utakata (泡沫 - Transient)
4. Utareru Ame ~ raw “break” track (撃たれる雨　～raw “break” track～)

- HOLD HEART 22 juillet, 2004

1. HOLD HEART
2. blue butterfly

- pureness/Nanairo (pureness／七色) 17 novembre, 2004

1. pureness
2. Nanairo (七色 - Seven Colours)
3. pureness (instrumental)
4. Nanairo (instrumental) (七色 (instrumental))

- KISS or KISS 1er juin, 2005

1. KISS or KISS
2. Chouhatsu GIRL (挑発ガール - Provoking Girl)
3. KISS or KISS（Instrumental）

- Kanashimi no Kizu (悲しみのキズ) 20 juillet, 2005

1. Kanashimi no Kizu (悲しみのキズ - Scar of Sadness)
2. Call me
3. Kanashimi no Kizu (instrumental) (悲しみのキズ（Instrumental）)

- SLAVE of KISS 8 février, 2006

1. KISS
2. KISS wo Kudasai (キスを下さい - Un baiser, s'il vous plaît)
3. KISS or KISS (Version Anglaise)
4. Sweet frozen kiss

- Kibou no Kakera (希望のカケラ) 4 octobre, 2006

1. Kibou no Kakera (希望のカケラ - Une bribe d'espoir)
2. This is a GIRL
3. Kibou no Kakera (Original Karaoke) (希望のカケラ（オリジナルカラオケ）)

- Antoinette Blue (アントワネットブルー) 5 septembre, 2007

1. Antoinette Blue (アントワネットブルー)
2. Wish in the blood
3. Kamisama Hitotsu Dake (神様ひとつだけ)
4. Antoinette Blue ~D.Gray-man Ending Ver.~ (アントワネットブルー～D.Gray-man Ending Ver.～)
5. Antoinette Blue (Instrumental) (アントワネットブルー(Instrumental))

- Tsukihana (月華) 4 février, 2009

1. Tsukihana (月華 - Fleur de lune)
2. Kagami no Kuni no ARIA (鏡の国のアリア)
3. MANON (マノン)
4. Tsukihana ~Jigoku Shôjo Mitsuganae Opening Ver.~ (月華 ～地獄少女　三鼎 Opening Ver.～)
5. Tsukihana ~Instrumental~ (月華 ～instrumental～)

### Albums
18 -eighteen- 24 août, 2005
1. KISS or KISS
2. Kesenai Tsumi (消せない罪 - Inerasable Sin)
3. Rasen (螺旋 - Spiral)
4. pureness
5. HOLD HEART
6. Alice
7. Kanashimi no Kizu (悲しみのキズ - Scar of Sadness)
8. Utareru Ame (撃たれる雨 - Defeating Rain)
9. Fake
10. Shunkan (瞬間 - Moment)
11. eighteen sky

18 -eighteen- US Album 11 juillet, 2006
1. Kiss or Kiss
2. Indelible Sin
3. Rasen
4. Pureness
5. Hold Heart
6. Alice
7. Kanashimi No Kizu
8. Break Out
9. Fake
10. Shunkan
11. Eighteen Sky
12. Kiss Or Kiss (Chanson bonus - Version Anglaise)

Cutie Bunny ~Nana-teki ROCK Daisakusen♡_Codename wa C.B.R.~ (Cutie Bunny ～菜奈的ロック大作戦＿ コードネームはC.B.R.～) 12 juillet, 2006 MINI ALBUM
1. Lum no Love Song (ラムのラブソング - Lum's Love Song): 1er opening theme de Urusei Yatsura
2. Moonlight Densetsu (ムーンライト伝説 - Moonlight Legend): 1st opening theme de Sailor Moon
3. Arashi no Sugao (嵐の素顔 - The Storm's Plain Face): Shizuka Kudo cover
4. YOU MAY DREAM: SHEENA and the ROKKETS] cover
5. Roppongi Shinjuu (六本木心中 - Double Suicide of Roppongi): Ann Lewis cover
6. Bara wa Utsukushiku Chiru (薔薇は美しく散る - The Roses Scatter Beautifully): Opening theme of Rose of Versailles

I scream 6 décembre, 2006
1. Star Killer
2. Watashi wa Jigenbakudan (私は時限爆弾 - I'm a Time Bomb)
3. Lum no Love Song (ラムのラブソング - Lum's Love Song)
4. Ron yori Shouko. (論より証拠。 - Evidence than a Theory)
5. Juusannichi no Kinyoubi (13日 の金曜日 - Friday the 13th)
6. dark snow angel
7. Sweet frozen kiss
8. Akai Kami no Onna no Ko (赤い髪の女の子 - Red Haired Girl)
9. m'aider
10. Kibou no Kakera (希望のカケラ - Pieces of Hope)
11. Innocent world
12. Fujiyuu na Asa (不自由な朝 - Discomforting Morning)
13. BASKET CASE

Bondage 11 mars, 2009
1. Redemption -Kaihou-
2. Femme Fatale
3. Tsukihana
4. Antoinette Blue
5. DEATH SHOWCASE
6. Aether
7. Under Babydoll
8. Lamia -VIVACE Version-
9. PUNK&BABYs
10. She Bop -Bondage Version- (reprise de Cyndi Lauper)
11. SUICIDE LOVE STORY
12. My Dear Maria

- Bonus Video: "A German Story of Nana (short Edit)"

### DVD
- NANA KITADE -18MOVIES- 7 décembre, 2005
- Cutie Bunny ~Nana-teki ROCK Daisakusen♡ Codename wa C.B.R. (Cutie Bunny ～菜奈的ロック大作戦＿ コードネームはC.B.R.～) [DVD DISC2] 12 juillet, 2006